# Heinz Schäfer
Heinz Schäfer (? - ?) je bivši njemački hokejaš na travi. 
Osvojio je brončano odličje na hokejaškom turniru na Olimpijskim igrama 1928. u Amsterdamu igrajući za Njemačku. Nije igrao, ali je vjerojatno bio pričuvnim igračem. MOO u svojim bazama podataka ga navodi kao osvajača odličja. Ako je i zašto je mogao primiti odličje nije poznato sa sigurnošću.